# Na Moon-hee
Na Moon-hee (de nacimiento Na Kyung-ja) es una actriz surcoreana. 

## Carrera
Desde 1961 ha tenido una prolífica carrera como actriz en el cine y la televisión que abarca más de cinco décadas. 
Estableció un clásico personaje de madre coreana con los dramas Even if the Wind Blows, The Most Beautiful Goodbye in the World (escrito por Noh Hee-kyung), Mi Nombre es Kim Sam-soon, My Rosy Life, Goodbye Solo, Amnok River Flows (basado en Der Yalu fließt), e It's Me, Grandma.
En la pantalla grande fue aclamada por sus papeles de apoyo en Crying Fist, You Are My Sunshine y Cruel Winter Blues.
Después de una serie de comedias como High Kick!, obtuvo una recién adquirida popularidad e interpretó el personaje principal en la gran pantalla en la comedia Misión Posible: el Secuestro de la Abuelita K, seguido por Girl Scouts, Harmony, Twilight Gangsters, y Miss Granny.

## Filmografía

### Series de televisión
| Año     | Título                         | Papel              | Red     | Notas     | Ref.   |
| ------- | ------------------------------ | ------------------ | ------- | --------- | ------ |
| 2006-07 | High Kick!                     | Na Moon-hee        | MBC     |           |        |
| 2011-12 | Padam Padam                    | madre de Kang Chil | JTBC    |           |        |
| 2021    | Like Butterfly                 | Choi Hae-nam       | tvN     |           |        |
| 2025    | Si la vida te da mandarinas... | Kim Choon-ok       | Netflix | Serie web | [ 13 ] |

### Cine
| Año  | Título                                | Papel              | Ref.   |
| ---- | ------------------------------------- | ------------------ | ------ |
| 1998 | The Quiet Family                      |                    |        |
| 2000 | Just Do It!                           |                    |        |
| 2002 | My Beautiful Girl, Mari               |                    |        |
| 2002 | Saving My Hubby                       |                    |        |
| 2003 | Please Teach Me English               |                    |        |
| 2004 | S Diary                               |                    |        |
| 2004 | Lovely Rivals                         |                    |        |
| 2005 | Crying Fist                           |                    |        |
| 2005 | You Are My Sunshine                   |                    |        |
| 2006 | Cruel Winter Blues                    |                    |        |
| 2007 | Voice of a Murderer                   |                    |        |
| 2007 | May 18                                |                    |        |
| 2007 | Mission Possible: Kidnapping Granny K |                    |        |
| 2008 | Girl Scout                            |                    |        |
| 2010 | Harmony                               |                    |        |
| 2010 | Twilight Gangsters                    |                    |        |
| 2014 | Miss Granny                           |                    |        |
| 2017 | I Can Speak                           |                    |        |
| 2020 | Oh! My Gran                           |                    |        |
| 2020 | An Honest Candidate                   |                    |        |
| 2020 | Pawn                                  | abuela de Seung-yi | [ 14 ] |
| 2022 | Hero                                  | Cho María          | [ 15 ] |

## Premios y nominaciones
| Año  | Premio                   | Categoría                                         | Nominación  | Resultado | Ref.          |
| ---- | ------------------------ | ------------------------------------------------- | ----------- | --------- | ------------- |
| 2007 | MBC Entertainment Award  | Premio Mejor Excelencia (Comedia/Sitcom) - Actriz | High Kick!  | Ganadora  |               |
| 2018 | 54th Baeksang Arts Award | mejor actriz (cine)                               | I Can Speak | Ganadora  | [ 16 ] [ 17 ] |